# Filipiński Kościół Unitarian Uniwersalistów
Filipiński Kościół Unitarian Uniwersalistów (po angielsku The Unitarian Universalist Church of the Philippines w skrócie UUCP) – organizacja zrzeszająca Unitarian Uniwersalistów na Filipinach, członek ICUU. Liczy 1000-1500 dorosłych członków w tym 29 ministrów. Do UUCP należą 24 kościoły i jedna wspólnota.